# Platypalpus quadrimaculatus
Platypalpus quadrimaculatus är en tvåvingeart som beskrevs av Smith 1962. Platypalpus quadrimaculatus ingår i släktet Platypalpus och familjen puckeldansflugor. Inga underarter finns listade i Catalogue of Life.